# Beaulieu-sous-Bressuire
Pour les articles homonymes, voir Beaulieu et Bressuire.
Beaulieu-sous-Bressuire est une ancienne commune française située dans le département des Deux-Sèvres et la région Nouvelle-Aquitaine. Elle est associée à la commune de Bressuire depuis 1973. Le 28 mars 2013, elle est transformée en commune déléguée.

## Géographie
Le village est situé au nord-ouest de Bressuire.

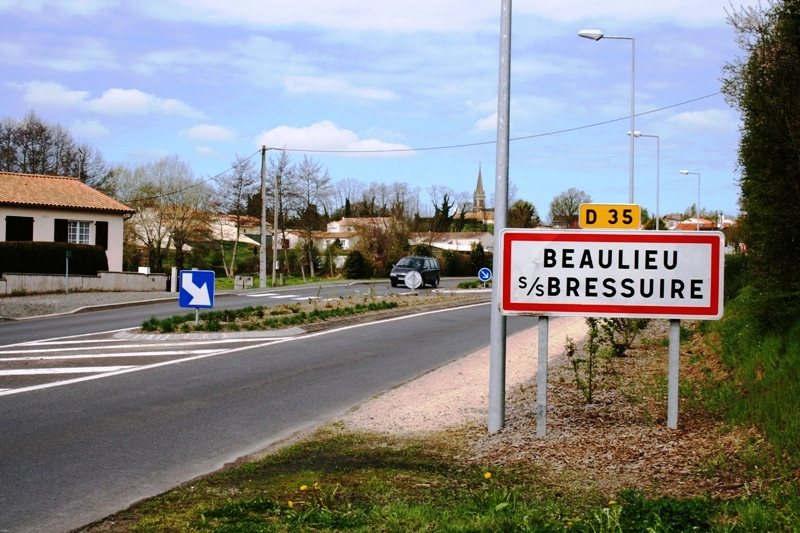
Entrée du village.
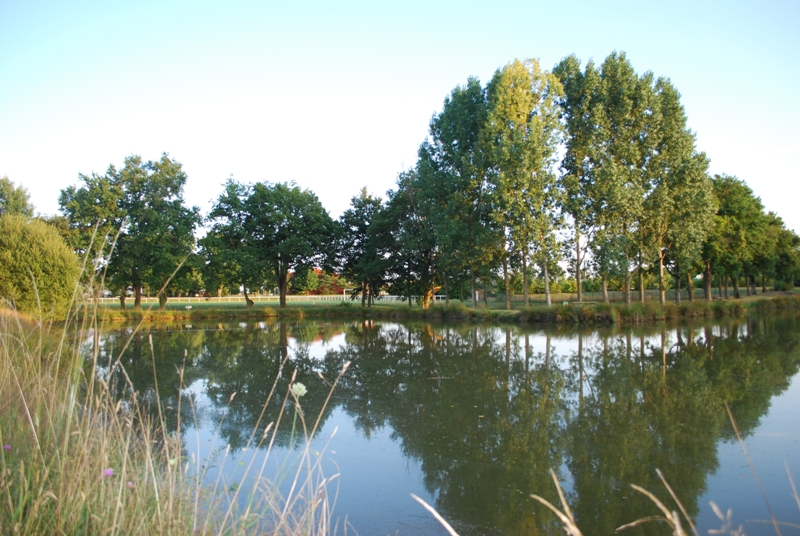
L'étang.

## Toponymie
Anciennes mentions : Bellus locus prope Bercorium en 1102, Sanctus Petrus de Bello Loco en 1107, Bealeu en 1363, St-Christophe de Beaulieu en 1648.

## Histoire
Avant 1790, ce village dépend du doyenné et de la châtellenie de Bressuire, de la sénéchaussée de Poitiers et de l’élection de Thouars.
Le 1er janvier 1973, la commune de Beaulieu-sous-Bressuire est rattachée à celle de Bressuire sous le régime de la fusion-association. Le 28 mars 2013, elle est transformée en commune déléguée.

## Politique et administration
| Période                                  | Période | Identité         | Étiquette | Qualité |
| ---------------------------------------- | ------- | ---------------- | --------- | ------- |
| ?                                        | 2020    | Yannick Charrier |           |         |
| Les données manquantes sont à compléter. |         |                  |           |         |

## Démographie
| 1793 | 1800 | 1806 | 1821 | 1831 | 1836 | 1841 | 1846 | 1851 |
| ---- | ---- | ---- | ---- | ---- | ---- | ---- | ---- | ---- |
| 344  | 201  | 275  | 376  | 373  | 375  | 392  | 407  | 433  |

| 1856 | 1861 | 1866 | 1872 | 1876 | 1881 | 1886 | 1891 | 1896 |
| ---- | ---- | ---- | ---- | ---- | ---- | ---- | ---- | ---- |
| 445  | 453  | 489  | 491  | 524  | 627  | 664  | 682  | 678  |

| 1901 | 1906 | 1911 | 1921 | 1926 | 1931 | 1936 | 1946 | 1954 |
| ---- | ---- | ---- | ---- | ---- | ---- | ---- | ---- | ---- |
| 660  | 651  | 631  | 564  | 513  | 527  | 535  | 530  | 539  |

| 1962 | 1968 | - | - | - | - | - | - | - |
| ---- | ---- | - | - | - | - | - | - | - |
| 503  | 464  | - | - | - | - | - | - | - |

## Lieux et monuments
- Arboretum de la Croix verte, un parc de 15 hectares
- Église Saint-Christophe
- Le domaine de la Dubrie, château médiéval remanié du XVIe siècle au XVIIIe siècle ; il a été partiellement inscrit MH par arrêté du 29 août 1991[6]

## Personnalités liées à la commune
- Raoul Ardent, théologien et prédicateur
- Patrice Robin (1953-), écrivain